# Wolff-Kishner-reductie
De Wolff-Kishner-reductie is een type organische reductie waar aldehyden en ketonen in sterk basisch midden worden gereduceerd tot alkanen, waarbij netto de carbonylzuurstof verdwijnt.
De reactie werd ontdekt door de Russische scheikundige Nikolaj Matvejevitsj Kishner in Tomsk in 1911, en onafhankelijk van hem achttien maanden later door Ludwig Wolff in Jena. De reactie wordt in Westerse bronnen meestal Wolff-Kishner-reactie genoemd terwijl Russische bronnen spreken over de Kishner-Wolff-reactie.

## Reactiemechanisme
Het keton of aldehyde reageert eerst met hydrazine (of een analogon zoals hydroxylamine of semicarbazide) tot vorming van een hydrazon. Dit is analoog aan de reactie van een keton of aldehyde met een amine waarbij een imine gevormd wordt, behalve dat een hydrazine nucleofieler is dan een amine door het alfa-effect, en geen zure katalyse nodig heeft.
Successieve deprotoneringen van het stikstofatoom leiden tot protoneringen van het te reduceren koolstofatoom. Uiteindelijk wordt een molecule stikstofgas afgesplitst, en houdt men een alkaan over. De vorming van stikstofgas is de drijvende thermodynamische kracht achter de reactie.